# 2台のピアノのためのソナタ (ストラヴィンスキー)
『2台のピアノのためのソナタ』（にだいのピアノのためのソナタ、英: Sonata for two pianos）は、イーゴリ・ストラヴィンスキーが1943年から1944年にかけて作曲した、ピアノ二重奏曲。

## 作曲の経緯
ストラヴィンスキーがハリウッドに住むようになった時代に、委嘱を受けずに書かれた。『バレエの情景』とほぼ同時期の作品である。
ストラヴィンスキーによる2台のピアノのための作品としては、ほかに『2台のピアノのための協奏曲』があるが、規模は本曲の方がずっと小さい。ストラヴィンスキーによると、『2台のピアノのためのソナタ』はもともとピアノ独奏曲として作曲をはじめたが、4つの声部をはっきりさせるために2人用に直したという。また、協奏曲は息子のスリマとともに何度も演奏したが、ソナタの方はストラヴィンスキー本人が演奏会で弾いたのは一度しかない。

## 初演
1944年7月に、ナディア・ブーランジェとリチャード・ジョンソンのピアノによって、ウィスコンシン州マディソンのドミニコ女子修道会で初演された。

## 構成
3つの楽章から構成される。
1. Moderato
2. 主題と変奏（Thème avec variations）
3. Allegretto

演奏時間は約11分。
第1楽章はヘ長調で、典型的なソナタ形式で書かれている。第2楽章はト長調で主題がカノン形式で提示され（ラルゴ）、それに4つの変奏が続く。第1変奏はサティ『ジムノペディ』そっくりのオスティナートを持つ。第2変奏は速く、第3変奏はフゲッタ、第4変奏が終曲。第3楽章ト短調は三部形式で、中間部分についてホワイトは第一次世界大戦中のストラヴィンスキーの土俗的な音楽が突然戻ってきたようだと言っている。ウォルシュによると、もともと『2台のピアノのためのソナタ』はマトヴェイ・ベルナルトのロシア民謡集の編曲から始まっており、最終楽章の中間部にそれが残ったものである。